# 岸基机

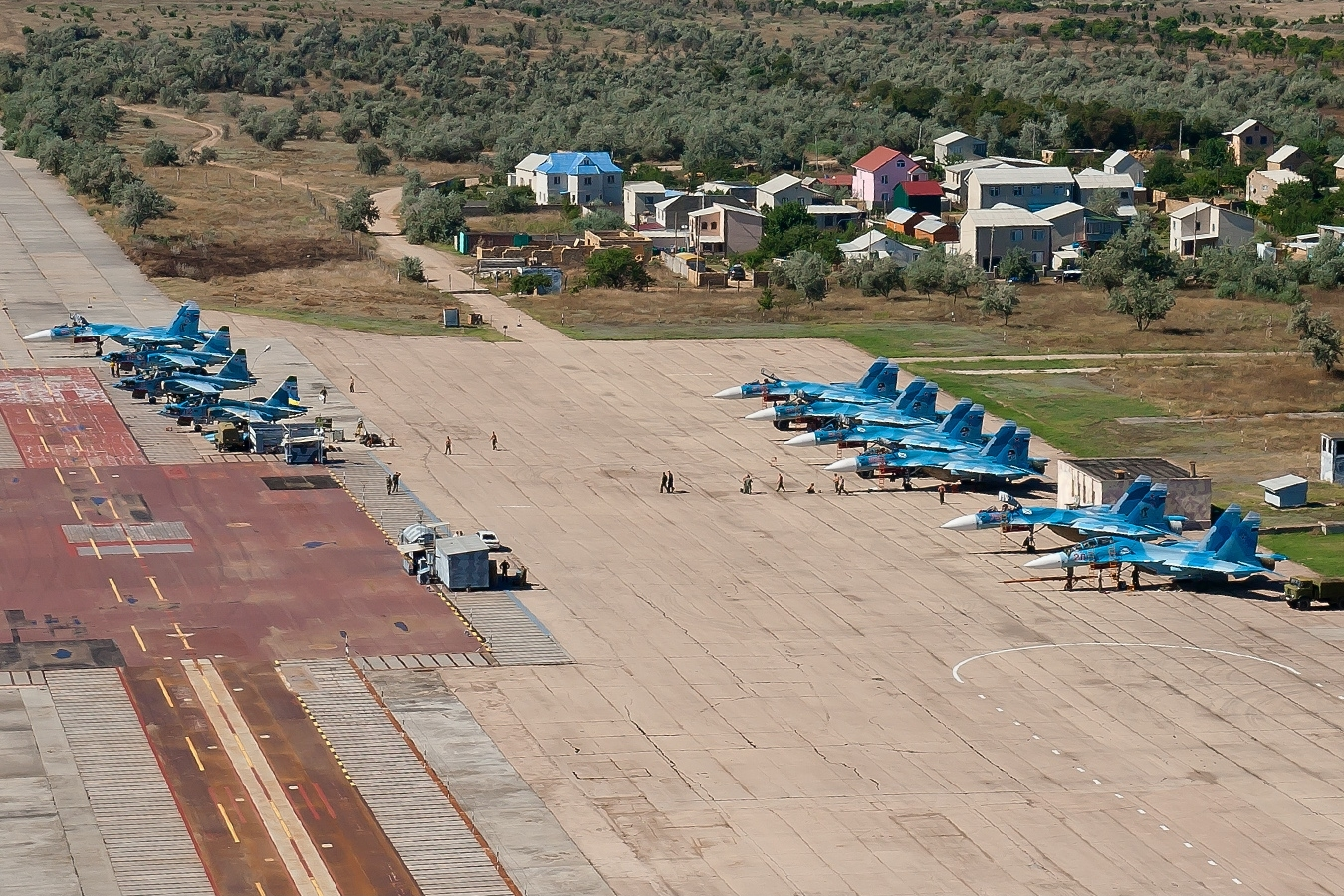
俄羅斯海軍航空兵的Su-33，派駐Novofedorovka基地

岸基機，又稱為陸基機是泛指所有只能在陸地機場起飛和降落的飛機，這一類的飛機不包括可以同時在航空母艦或者是水面上起飛與降落的飛機，因為後兩類的飛機並不是只能在陸地上的機場操作。同時，對於直昇機來說，絕大多數的機型不存在這種區分，他們可以直接在陸地或者是船艦的空間上起降。
這些只能在陸上機場操作的飛機於某些方面可能和可以在航空母艦艦操作的艦載機類似而混淆。其中一個最容易受到混淆的地方是部份軍用機特有的捕捉勾。對於非垂直起降的艦載機來說，這個捕捉勾是在航空母艦上安全降落的重要系統，然而在許多只能在陸上機場起降的戰鬥機、攻擊機等飛機上也會見到。這些安裝於陸基飛機上的捕捉勾的用途是在緊急的時候才加以使用，而且使用過之後必須對機身結構加以仔細檢查，以確定降落實施加的龐大應力沒有對機體結構的安全構成傷害，因此這種捕捉勾即使外型類似，在陸基飛機上卻是萬不得以不會使用的。